# Croton astroites
Croton astroites là một loài thực vật có hoa trong họ Đại kích. Loài này được Dryand. mô tả khoa học đầu tiên năm 1789.